# Federazione calcistica del Kazakistan
La Federazione calcistica del Kazakistan (abbreviata in KFF, in kazako Қазақстанның Футбол Федерациясы, in russo Казахстанская федерация футбола, in inglese Football Federation of Kazakhstan) è l'organo che governa il calcio in Kazakistan. Organizza il campionato di calcio locale e pone sotto la propria egida la Nazionale. Ha sede ad Almaty.

## Nomi precedenti

Il logo Football Union of Kazakhstan usato nel periodo 2000–2007.

- Football Association of the Republic of Kazakhstan - Associazione calcistica della Repubblica del Kazakistan (1992-2000)
- Football Union of Kazakhstan - Unione calcistica del Kazakistan (2000–2007)